# Куя (монах)
Ку́я (яп. 空也 Ку:я, 903—972) — японский религиозный деятель, буддийский монах периода Хэйан, основатель школы Куя, ветви школы Тэндай, популяризатор Учения Чистой Земли в Японии. Известен также как Косё (яп. 光勝) или «амидаистский святой» (яп. 阿弥陀の聖).

## Биография
Точное место рождения Куя и его происхождение неизвестны. Существует предположение, что он был представителем Императорской семьи Японии. Куя учился в монастыре Кокубун-дзи провинции Овари. Однако через некоторое время он оставил его и стал проповедовать буддизм. Монах путешествовал разными провинциями Японии, проповедуя, что тот, кто верит в спасительную силу будды Амитабхи и молится к нему словами: «Обращаюсь к будде Амитабхе» (яп. 南無阿弥陀仏), получает спасение — перерождение в раю «Чистой Земли». Кроме проповедей на базарах, за что получил прозвище «базарный святой», Куя помогал строить мосты, дороги и храмы в регионах Японии. В частности, его усилиями был сооружён столичный монастырь Сайкодзи, позднее известный как монастырь Рокухара-Мицудзи.
Куя принадлежит изобретение «танцевальной молитвы» (яп. 踊り念仏) к будде Амитабхе, получившей название «танец Куя». Во время этой молитвы последователи монаха стучали в кастрюли или колокольчики и, напевая литании в честь Амитабхи, танцевали.